# 사케노쓰촌
사케노쓰촌(酒津村)은 돗토리현 게타카군에 있던 촌이다. 